# 코토우라양
《코토우라양》(일본어: 琴浦さん 고토우라산 / 코토우라산[*])은 일본의 만화가 에노키즈의 연재만화이다. 애니메이션화되어 2013년에 방영되었으며, 대한민국에서는 자막을 붙인 원판이 먼저 방영되고, 이후 《내 마음의 비밀》이라는 제목으로 한국어 더빙판이 방영되었다. CBC 만든의 애니메이션으로, 애니원 애니박스에서 종료했다.

## 개요
동인지 분야에서 활동하던 에노키즈의 데뷔작으로, 사람의 마음을 읽는 소녀 코토우라 하루카와, 동급생 마나베 요시히사, 그리고 그것을 둘러싼 친구들과의 일상을 그린 4컷 만화이다.

## 등장인물

### ESP 연구회
코토우라 하루카 (琴浦 春香)
- 성별: 여성
- 생일: 9월 1일
- 나이: 15세

본작의 주인공으로, 요시히사의 반에 편입해온 전학생. 달콤한 음식을 좋아하며, 어두운 장소, 무서운 이야기, 노래방에 약하다. 양가의 딸답게 예의가 좋으며, 학교 성적도 좋은 편이다.
원작에서 요시히사의 말에 의하면, 임대료가 상당히 높은, 요시히사와 같은 아파트에 살고 있었으나, 한 사건 이후로 현재는 다른 집에 살고 있다. 애니메이션 판에서는 처음부터 다른 집에 살고 있다.
성은 돗토리현 도하쿠군의 고토우라정에서 유래하였으며, 가슴의 크기는 작다.
사람의 마음을 읽는 능력을 가지고 있다. 그 능력은 말뿐 아니라 망상과 같은 영상도 읽을 수 있다. 그러나 읽을 수 있어도 모든 것을 읽는 것은 아니며, 실제로 읽을 수 있는 것은 일반적으로 표층 심리까지이다. 심층 심리는 읽을 수 있는 만큼만 판별한다.
마나베 요시히사 (真鍋 義久)
- 성별: 남성
- 나이: 15세

또 하나의 주인공으로, 하루카의 반 친구. 제1부 15화까지는 이름이 정해져 있지 않았다. 처음에는 트러블에 관여하지 않았으나, 하루카와의 만남을 통해 정의감이 강해지고, 적극적으로 문제를 해결하는 인물로 성장하고 있다.
하루카의 능력을 이해할 수 있는 인물이며, 또한 하루카를 평범한 여자로 접한 인물이기도 하다. 하루카를 위해서라면 자신을 지키기 않을 수도 있다. 처음에는 하루카를 가만두지 않겠다고 생각했으나, 점차 그녀에게 사랑의 마음이 싹트게 되었고, 문화 축제에서의 한 일을 계기로 그녀를 의식하고 고백하기까지에 이른다.
이후 서로 생각하고 사랑하는 관계이지만, 주위의 방해로 인해 좀처럼 발전하는 데에는 어려움이 있으나, 서로의 거리는 점차 좁아진다.
미후네 유리코 (御舟 百合子)
- 성별: 여성
- 나이: 16세

ESP연구회의 부장. 하루카를 ‘코토우라 짱’이라고 부른다. 머리에 빨간 헤어 밴드를 하고 있으며, 조부모와 함께 살고 있다. 활발하고 솔직한 성격이나, 화가 나면 무섭게 변한다.
어린 시절에 천리안을 가진 어머니를 잃은 적이 있으며, 어머니의 능력이 거짓말이라는 비난을 친족을 포함한 주변인들에게 비난을 받아 생긴 상처가 있다. 그래서 유리코는 어머니의 능력이 진짜임을 증명하기 위해 ESP연구회를 결성하였으며, 초능력을 가진 인물을 찾다가 코토우라 하루카를 만나 가입하게 하였다.
무로토 다이치 (室戸 大智
- 성별: 남성
- 나이: 16세

ESP 연구회의 부부장.
모리타니 히요리 (森谷 ヒヨリ
- 성별: 여성
- 나이: 15세

하루카, 요시히사의 반 친구.